# Laurent Cantet
Laurent Cantet, född 11 april 1961 i Melle, Deux-Sèvres, död 25 april 2024 i Paris, var en fransk filmregissör, manusförfattare och filmfotograf. Hans film Mellan väggarna (2008) tilldelades Guldpalmen vid filmfestivalen i Cannes.

## Filmografi i urval
- 1999 – Överflödiga människor (manus och regi)
- 2001 – Time Out (manus och regi)
- 2005 – Mot södern (manus och regi)
- 2008 – Mellan väggarna (manus och regi)
- 2012 – 7 días en La Habana (episodfilm, delen "La Fuente"; manus och regi)
- 2012 – Foxfire (manus och regi)
- 2014 – Himmel över Havanna (manus och regi)
- 2017 – Gruppen (manus och regi)
- 2021 – Arthur Rambo (manus och regi)